# Ectenessa fenestrata
Ectenessa fenestrata är en skalbaggsart som först beskrevs av Pierre Émile Gounelle 1909.  Ectenessa fenestrata ingår i släktet Ectenessa och familjen långhorningar. Inga underarter finns listade i Catalogue of Life.